# Karl Ludwig von Bruck (politico)
Karl Ludwig von Bruck (Elberfeld, 8 ottobre 1798 – Vienna, 23 aprile 1860) è stato un politico e diplomatico austriaco.
Fu uno dei primi teorici dell'unione doganale austro-tedesca con l'idea di estendere tale idea all'intero continente europeo.

## Biografia

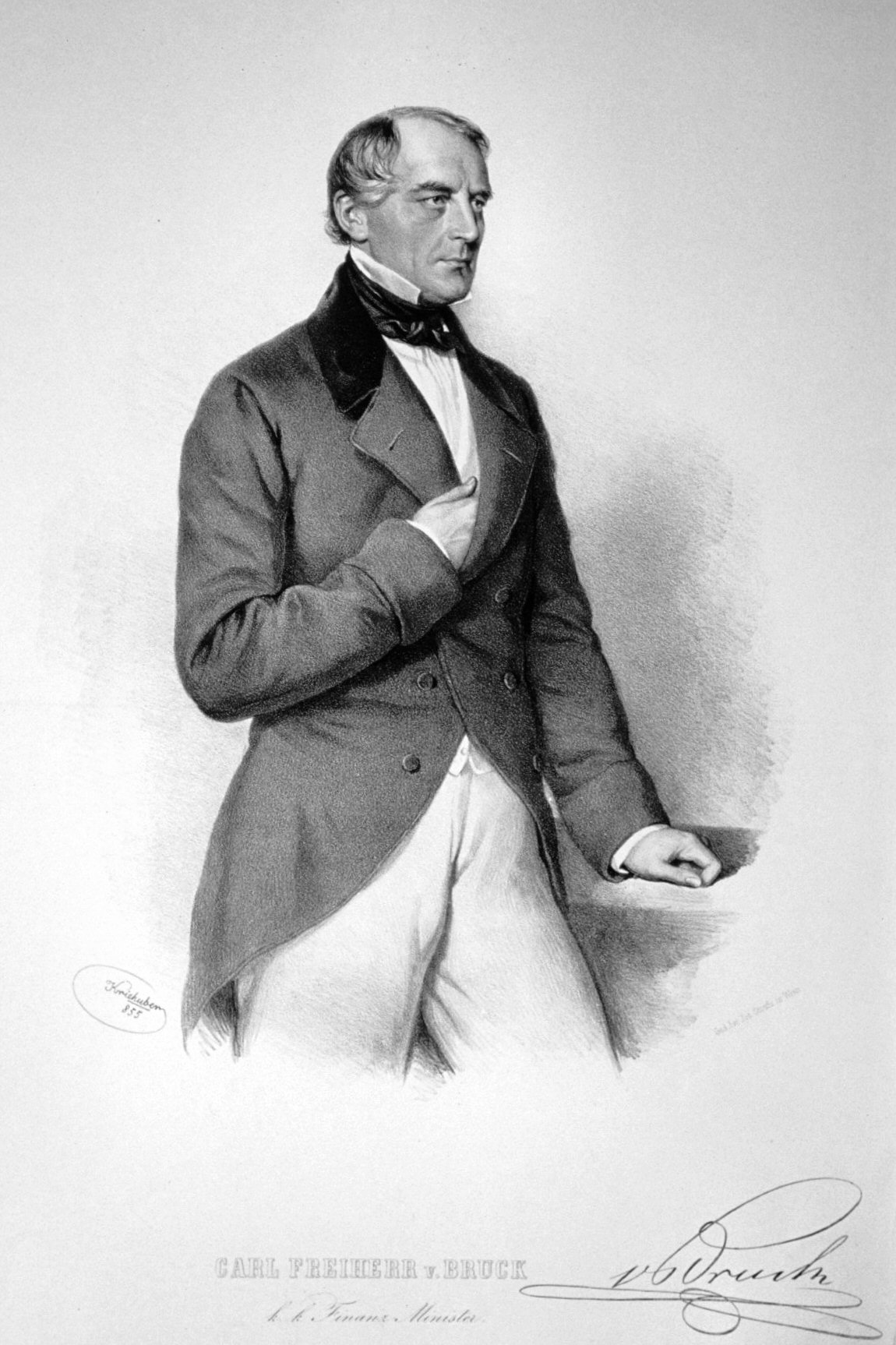
Karl Ludwig von Bruck in una litografia del 1855

Bruck era figlio di un rilegatore di libri tedesco. Da giovane, come molti sostenitori del movimento nazionale tedesco, si dichiarò entusiasta della guerra d'indipendenza greca e partì come volontario per aiutare gli insorgenti contro gli ottomani, ma ben presto finì per stabilirsi a Trieste, città dove divenne un mercante di successo e dove divenne uno dei fornitori ufficiali dei Lloyds austriaci. Bruck venne nobilitato nel 1844 per il suo impegno personale a favore della società e del commercio. Nelle sue competenze, assunse poco dopo le vesti di capofila nelle trattative per la ristrutturazione doganale dell'Italia austriaca. Dal 18 maggio al 28 novembre 1848 rappresentò la città di Trieste come membro dell'assemblea nazionale di Francoforte, nelle file della fazione conservatrice denominata "Caffè Milani".
Sotto il regno dell'imperatore Francesco Giuseppe I, von Bruck fu ministro del commercio nel ministero von Schwarzenberg dal 1848 al 1851. In questa funzione riformò il sistema delle poste e dei consolati diplomatici, ordinando inoltre la redazione di un documento per la tutela del diritto di navigazione marittima e commerciale austriaco, riformando completamente anche la Borsa valori di Trieste. Il suo grande progetto era quello di un'"Unione doganale dell'Europa centrale", che avrebbe dovuto allineare non solo le dogane dei vari paesi del continente, ma anche i vari e spesso complessi sistemi valutari e fiscali dell'Unione doganale tedesca e dell'Austria. Purtroppo non riuscì a raggiungere il suo obbiettivo e dovette dimettersi nel 1851, ma non si perse d'animo: un anno dopo guidò la delegazione austriaca a firmare accordi doganali e commerciali tra l'Austria e la Prussia.
Von Bruck fu quindi ambasciatore presso l'Impero Ottomano per un breve periodo, sino a quando nel 1855 l'imperatore lo nominò ministro delle finanze austriaco. In questa funzione svolse un ruolo decisivo nella creazione del Trattato della zecca di Vienna sottoscritto il 24 gennaio 1857 che portò all'introduzione della "corona" come unità monetaria in Austria e negli stati tedeschi. Non mancò inoltre di spronare l'espansione della rete ferroviaria imperiale e fondò il Creditanstalt come istituto di credito austriaco. Dal 1859 si preoccupò principalmente di scongiurare la crisi economica e l'alto deficit nazionale che si svilupparono dopo la perdita dei territori lombardi come parte del Risorgimento.
Fu a quel punto che i suoi avversari politici insinuarono in Francesco Giuseppe il dubbio che von Bruck si fosse arricchito in maniera illecita. Morì suicida a 61 anni, nella notte tra il 22 ed il 23 aprile 1860 a Vienna, venendo poi sepolto nel cimitero di Matzleinsdorf (cripta 20). Suo figlio maggiore Karl Ludwig von Bruck (1830–1902), lavorò anch'egli come diplomatico al servizio dell'impero austriaco, mentre il figlio minore Otto von Bruck (1832–1897) fu capitano di fregata e membro del consiglio di amministrazione del Lloyd austriaco. Sua nuora era l'attrice Marie Boßler.

## Bibliografia

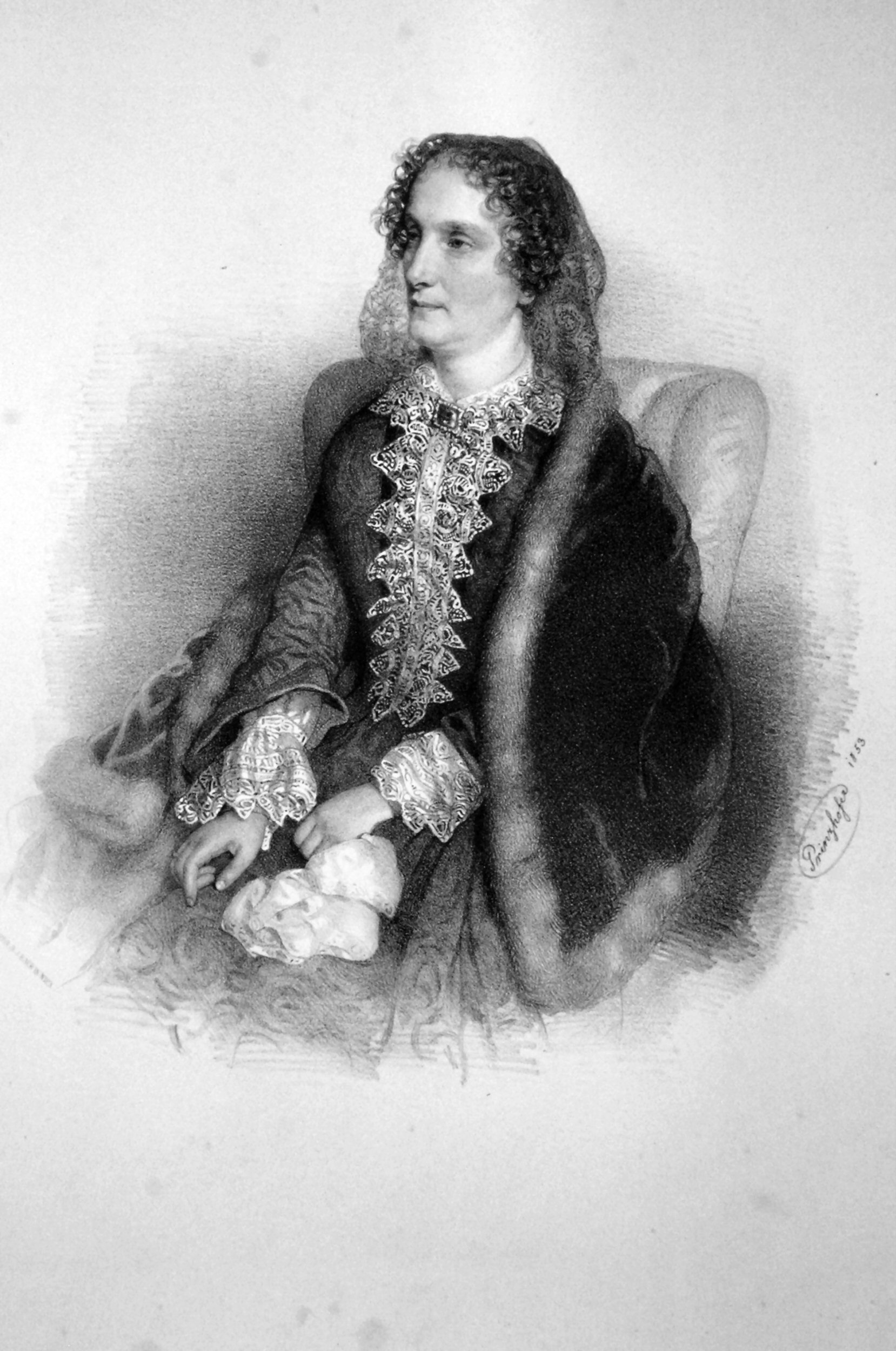
Marie Buschek, moglie di Karl Ludwig von Bruck